# Pablo Centurión
Pablo Centurión fou un futbolista paraguaià.

## Selecció del Paraguai
Va formar part de l'equip paraguaià a la Copa del Món de 1950, però no disputà cap partit. Destacà a diversos clubs del futbol colombià, Boca Juniors de Cali, Millonarios, Atlético Nacional i Santa Fe.